# Nilfisk
Nilfisk — виробник обладнання для прибирання зі штаб-квартирою в Бреннбю, Данія.
Асортимент продукції включає пилососи для вологого/сухого прибирання, підлогомийні машини, підмітальні машини, комбіновані (підмітання, миття, пилосос) машини для прибирання, підлогонатирачі та полірувальні машини, мийки високого тиску тощо.
Компанія представлена в більш ніж 100 країнах через власні відділи продажів і широку дилерську мережу. Вона має виробничі потужності в Данії, Німеччині, Угорщині, Сінгапурі, Китаї, Італії, Мексиці та США. За даними 2021 року, компанія досягла обсягу продажів у 995 мільйонів євро, а її штат включає приблизно 4900 співробітників по всьому світу.

## Історія
Компанію було засновано в 1906 році фабрикантом Педером Андерсеном Фіскером (1875—1975) і майстром Гансом Маріусом Нільсеном (1870—1954) під назвою Fisker & Nielsen. Спочатку компанія виробляла електродвигуни для вентиляторів, кухонних ліфтів тощо. Перший пилосос під назвою C1 з'явився на ринку в 1910 році. Фіскер запатентував цей винахід і в 1911 році викупив у партнера його частку компанії, ставши її єдиним власником, але залишив стару назву. До 1954 року компанія продала більше мільйона пилососів і випустила на ринок першу у світі машину для миття посуду. Крім того, з 1919 року компанія випускала мотоцикли під маркою Nimbus, але через зміни ринку, сильну конкуренцію та високу вартість імпортних матеріалів виробництво мотоциклів Nimbus було у 1959 році скасовано, і компанія вирішила зосередитися виключно на клінінговому обладнанні.
У 1989 році компанію придбав NKT Holding. За рік до цього Fisker & Nielsen придбали данського виробника мийок високого тиску Gerni.
У 1994 році назву було змінено на Nilfisk ⅍. У тому ж році Nilfisk придбав машинобудівну компанію «Advance» і в 1998 році змінив назву на Nilfisk-Advance ⅍. У 1998 році компанія поглинула «Euroclean/Kent», а з 2000 по 2011 рік придбала ряд інших компаній, зокрема виробника мийок високого тиску та очисних машин ALTO в 2004, італійського виробника підмітальних машин Ecologica в 2004, United States Products і Viper в 2007, американську HydraMaster (машини для чищення килимів) в 2008 році, данську Egholm , бразильську Plataforma і французьку Jungo.
У 2015 році Nilfisk-Advance змінила назву на просто Nilfisk як новий глобальний бренд компанії.
Виробничі підприємства Nilfisk знаходиться Угорщині, Італії та Китаї. Nilfisk має власні торговельні компанії в понад 45 країнах і продає свої товари через дистриб'юторів у понад 100 країнах. Його глобальними брендами є Nilfisk і Viper, найбільшими регіональними брендами — Advance і Clarke.
З 2017 року Nilfisk зареєстрований на Копенгагенській фондовій біржі . Також Nilfisk є членом Глобального договору ООН.